# Bassa Sababa
Bassa Sababa (hebr. ‏באסה סבבה‎) – singel izraelskiej piosenkarki Netty. Piosenka została wydana 1 lutego 2019 roku wraz z oficjalnym teledyskiem. Tytuł utworu można przetłumaczyć na „Centrum Zabawy” lub „Źródło Zabawy”. Od 30 lipca 2020 roku oficjalny teledysk do utworu osiągnął ponad 100 000 000 wyświetleń.
Piosenka pojawiła się w grze wideo Just Dance 2020.

## Tło
W wywiadzie dla izraelskiego magazynu „At” Netta ujawniła, że dźwięk zwierzęcia w piosence nawiązuje do jej dzieciństwa i dorastania w Nigerii. Kiedy Barzilai miała około 6 lat, jej rodzina przeniosła się do Nigerii. W tym czasie zakochała się w nosorożcach i wykorzystała ich brzmienie w piosence.
Gazeta „Israel Hayom” poinformowała, że piosenka została napisana przed Konkursem Piosenki Eurowizji 2018 i została przesłana do komisji selekcyjnej piosenki. Barzilai chciała wejść do konkursu z tą piosenką i zdobyła poparcie przedstawicieli Teddy Production, którzy także woleli ten utwór singla „Toy”, ale ostatecznie przedstawiciele korporacji Israeli Public Broadcasting Corporation Aviad Rosenbaum, Roi Dalmadigo i Yuval Ganor wybrali drugi singel. Tę samą sytuację Netta przedstawiła dla wywiadu z Interią.

## Teledysk
Teledysk został wydany 1 lutego 2019 roku, który wyreżyserował Roy Raz. Koszt produkcji klipu szacowany jest na 1 milion nowych szekeli izraelskich (w przeliczeniu na polską walutę – 1,09 miliona złotych), co sprawia, że jest to najdroższy klip wideo wyprodukowany przez izraelskiego artystę. Klip był kręcony przez 3 dni w Kijowie w 13 różnych miejscach, uczestniczyło w nim ponad 250 pracowników i około 50 tancerzy. Teledysk polega na ucieczce pana młodego (Eddie Kabtner) przed ślubem. Netta prowadzi za nim pościg.
Teledysk znalazł się na 1. pozycji najpopularniejszych filmów na serwisie YouTube w mniej niż 24 godziny po jego publikacji.

## Odbiór

### Odbiór krytyczny
Krytyk muzyczny Yossi Khersonsky ocenił ten utwór na 3 gwiazdki na 5.

### Odbiór komercyjny
Utwór ten dostał się na pierwsze miejsca kilku izraelskich, tygodniowych list przebojów. Ponadto znalazł się także w dwóch listach tygodnika Billboard.
Na terenie Polski przebojem stał się remix piosenki, który wykonał Gromee, dostał się on na 23. pozycję notowania AirPlay – Top.

## Listy przebojów
| Digital download / media strumieniowe | Digital download / media strumieniowe | Digital download / media strumieniowe |
| Nr                                    | Tytuł utworu                          | Długość                               |
| ------------------------------------- | ------------------------------------- | ------------------------------------- |
| 1.                                    | „Bassa Sababa”                        | 2:58                                  |

## Personel
|  | - Netta – wokal, produkcja - Stav Beger – muzyka, produkcja, perkusja, keyboard, wokal wspierający, miksowanie oraz mastering - Avshalom Ariel – muzyka, produkcja, perkusja oraz wokal wspierający - Ronen Hillel – miksowanie oraz mastering - Shimon Yihye – gitara - Uzi Ramirez – gitara - Ami Ben Abu – keyboard - Nagrane w Stav Beger Studios oraz Bardo Studios (Tel Awiw-Jafa) - Opublikowane przez Tedy Productions oraz Unicell | - Roy Raz – reżyseria - Limor Abekasis Nevo – produkcja - Roman Linetsky – fotografia - Samuel David Ben Shalom – dyrektor artystyczny - Gravity creative space – postprodukcja - Ornit levy – redaktorstwo - Omri Drumlevich oraz Or Schraiber – choreografia - Adi Kvetner – aktor - Itay Bezaleli – kostiumy - Avi Malka – stylizacja włosów - Eran Israeli – makijaż |

## Notowania

### Tygodniowe
| Terytorium        | Notowanie                  | Pozycja | Źr.                   |
| ----------------- | -------------------------- | ------- | --------------------- |
| Izrael            | Media Forest               | 1       | [ 15 ]                |
| Izrael            | TV Media Forest            | 1       | [ 16 ]                |
| Izrael            | Galgalatz                  | 1       | [ potrzebny przypis ] |
| Polska            | AirPlay – Top              | 23      | [ 19 ]                |
| Stany Zjednoczone | Dance Club Songs           | 3       | [ 17 ]                |
| Stany Zjednoczone | Hot Dance/Electronic Songs | 28      | [ 18 ]                |

## Bassa Sababa (Global Remixes)
14 września 2018 roku został wydany album złożony z remiksów utworu, w tym z notowanego w Polsce remiksu Gromee'go. Album dostał się na 54. pozycję na izraelską listę iTunes.

### Lista utworów
| Digital download / media strumieniowe – remix album – Bassa Sababa (Global Remixes) | Digital download / media strumieniowe – remix album – Bassa Sababa (Global Remixes) | Digital download / media strumieniowe – remix album – Bassa Sababa (Global Remixes) |
| Nr                                                                                  | Tytuł utworu                                                                        | Długość                                                                             |
| ----------------------------------------------------------------------------------- | ----------------------------------------------------------------------------------- | ----------------------------------------------------------------------------------- |
| 1.                                                                                  | „Bassa Sababa” (Dalit Rechester Remix)                                              | 4:09                                                                                |
| 2.                                                                                  | „Bassa Sababa” (Mike Cruz Remix)                                                    | 7:45                                                                                |
| 3.                                                                                  | „Bassa Sababa” (Mike Cruz Radio Remix)                                              | 3:37                                                                                |
| 4.                                                                                  | „Bassa Sababa” (Gromee Remix)                                                       | 4:07                                                                                |
| 5.                                                                                  | „Bassa Sababa” (Riddler Remix)                                                      | 4:58                                                                                |
| 6.                                                                                  | „Bassa Sababa” (Wild Culture Remix)                                                 | 4:09                                                                                |
| 7.                                                                                  | „Bassa Sababa”                                                                      | 2:58                                                                                |
|                                                                                     |                                                                                     | 31:43                                                                               |

### Historia wydania
| Obszar     | Data             | Format                      | Wersja         | Wytwórnia                               | Przypis |
| ---------- | ---------------- | --------------------------- | -------------- | --------------------------------------- | ------- |
| Cały świat | 12 kwietnia 2019 | MP3                         | Global Remixes | S-Curve Records                         | [ 24 ]  |
| Cały świat | 14 września 2018 | digital download, streaming | Global Remixes | Tedy Productions, BMG Rights Management | [ 25 ]  |

## Historia wydania
| Obszar     | Data          | Format                      | Wersja   | Wytwórnia                               | Przypis |
| ---------- | ------------- | --------------------------- | -------- | --------------------------------------- | ------- |
| Cały świat | 1 lutego 2019 | MP3                         | oryginał | S-Curve Records                         | [ 26 ]  |
| Cały świat | 1 lutego 2019 | digital download, streaming | oryginał | Tedy Productions, BMG Rights Management | [ 27 ]  |